# Quitman (Missisipi)
Quitman – miasto w Stanach Zjednoczonych, w stanie Missisipi, siedziba administracyjna hrabstwa Clarke.